# Найда Петро Маркович
Петро Маркович Найда (нар. 16 листопада 1945, Київ, УРСР, СРСР) — український радянський футболіст, захисник.

## Ранні роки
Петро Маркович Найда народився 16 листопада 1945 року в Києві. Але в ранньому віці разом із сім'єю переїхав до Одеси, звідки був родом його батько. Футболом почав займатися в Одесі, вихованець місцевої «ДЮСШ-6». Перший тренер — Юрій Михайлович Линда. Пізніше перейшов до академії «Чорноморця».

## Кар'єра гравця
У 1964 році разом з іншими талановитими молодими гравцями перейшов до ізмаїльського «Дунаєвця». У 1965—1966 роках повернувся до «Чорноморця», де грав разом із Валерієм Лобановським. Після цього пішов на службу до армії. Як і багато футболістів того часу, проходив службу в армійському футбольному клубі, у складі іншої одеської команди, СКА, за яку виступав із 1967 по 1969 рік. У складі одеських «армійців» відіграв у чемпіонатах СРСР 102 матчі (3 голи), ще 3 поєдинки Петро Маркович відіграв у Кубку СРСР.
У 1970 році, після завершення служби в армії, очікував на запрошення від «Чорноморця», але так і не дочекався його. Зрештою Петра Найду разом із Петром Цуніним запросив до дніпропетровського «Дніпра» Валерій Лобановський, який на той час тренував команду. За дніпропетровців Петро Маркович виступав із 1970 по 1974 рік та з 1975 по 1976 рік. За цей час за клуб у чемпіонатах СРСР відіграв 210 матчів (7 голів), ще 18 матчів (1 гол) провів у Кубку СРСР. У складі дніпропетровців двічі ставав півфіналістом цього турніру (1973 та 1976 роки).
У 1975 році нетривалий час тренувався разом із «Чорноморцем», але так і не зіграв жодного офіційного поєдинку у футболці моряків і повернувся до «Дніпра».
Завершував Петро Найда кар'єру професіонального футболіста в Нікополі, у команді «Колос». У цьому клубі Петро Маркович був капітаном команди й, неофіційно, тренером, що грав. Виступав Петро Найда під керівництвом молодого тренерського тандему Геннадій Жиздик — Володимир Ємець, а у тренерському штабі були такі відомі в майбутньому тренери, як Євген Кучеревський та Володимир Вебер. За «Колос» Петро Маркович у чемпіонатах СРСР відіграв 84 поєдинки (14 голів) та 4 поєдинки (1 гол) у Кубку СРСР.
Після завершення кар'єри професіонального футболіста продовжив виступи за аматорські команди регіону, зокрема в 1982 році був гравцем одеської «Спецмотобази».

## Кар'єра функціонера
Після завершення кар'єри футболіста зайнявся бізнесом, паралельно не тривалий час працював суддею в матчах на першості міста. Але в майбутньому сконцентрувався на бізнесі. На початку 90-их років одеський «Чорноморець» почав відчувати фінансові проблеми. З 1993 по 1998 рік Петро Маркович був генеральним спонсором клубу, а в 1998 році обіймав посаду президента ФК «Чорноморець».
З квітня 2002 по 4 липня 2012 року займав посаду голови Федерації футболу Одеської області. 3 липня 2012 року на позачерговому Виконкому Федерації футболу Одеської області оголосили «вотум недовіри» Петру Марковичу Найді.